# Lamborghini
Automobil Lamborghini S.p.A. (bedre kendt som Lamborghini) er en sportsvognsproducent fra Bologna i Italien. Firmaet blev grundlagt i 1963 af Ferruccio Lamborghini (1916–1993), som et sideprojekt til hans meget succesfulde traktorfabrik, Lamborghini Trattori S.p.A. Foruden traktorfabrikken havde han tjent penge ved at fremstille kedler, olie- og gasfyr, varmluftovne samt airconditionanlæg, Lamborghini Californium S.p.A.
Ferruccio Lamborghini var en meget entusiastisk sportsvognsejer med mange biler, deriblandt en Ferrari. Historien beretter, at han tog sin Ferrari tilbage til fabrikken, da koblingen gik i stykker, hvor Enzo Ferrari nægtede at møde ham, da han ikke mente det var muligt for en traktorproducent at forstå sig på en sportsvogn. Da Ferruccio Lamborghini havde repareret sin kobling med forbavsende lethed, besluttede han sig for at bygge og sælge den perfekte GT (Grand Touring) bil. (Ifølge en anden version af historien blev Ferruccio rasende, da han fandt ud af, at den ødelagte kobling på hans Ferrari var nøjagtig den samme model, som han brugte på sine traktorer, blot var den langt dyrere.)
Med designs af Franco Scaglione, Touring of Milan, Zagato, Mario Marazzi, Bertone, ItalDesign, Marcello Gandini og Luc Donckerwolke er Lamborghini'er nogle af de dyreste, men også mest kraftfulde vej-biler, som nogensinde er produceret. Da Ferruccio var født i tyrens stjernetegn og samtidig var en stor fan af tyrefægtning, har næsten alle biler fået et navn, der har noget med dette emne at gøre. Bilens logo viser også et billede af en tyr.
Lamborghinis biler omfatter 350GTV (1963), 350GT (1964), 400GT 2+2 (1966), Miura (1966), Espada (1968), Jarama (1970), Countach (1974), Silhouette (1976), Jalpa (1981), Diablo (1990), Murciélago (2001), Gallardo (2003), Aventador  (2011) og Huracan (2014) så vel som Lamborghini LM002 (1986) off-road bilen, om hvilken Road and Track-bladet sagde "Med en 5.2-liters V12 motor kan LM002 passere alt på vejen undtagen en tankstation".
Den aktuelle (2011)-linje af bilerne består af Aventador, Aventador Roadster og den mindre, billigere Huracan. Alle disse er meget hurtige to-personers biler med firehjulstræk som standard. Designet er primært Luc Donckerwolkes.
Firmaet Lamborghini har haft mange ejere, som denne liste viser:
- Ferruccio Lamborghini 1963–1972
- Georges-Henri Rossetti & René Leimer 1972–1977
- Fallit 1977–1984
- Patrick Mimran (ledede) 1980–1984) 1984–1987
- Chrysler 1987–1994
- Megatech 1994–1998
- Volkswagen-koncernen (Audi) siden 1998

## Museum
I 2001 åbnede Museo Lamborghini, der drives af Automobili Lamborghini S.p.A, og som viser firmaets historie med forskellige udstillede biler.